# 味舌藩
味舌藩（日语：／ Mashita-han */?）是日本攝津國島下郡味舌的藩，慶長5年（1600年）創藩，元和元年（1615年）、元和7年12月13日（1622年1月24日）或寬永8年7月4日（1631年8月1日）廢藩，石高在高峰期達30,000石。

## 歷史
天正12年（1584年），織田長益在本能寺之變作為御伽眾出仕於豐臣秀吉，領有味舌約2,000石。慶長5年（1600年），長益在關原之戰作為東軍參戰，戰後不但獲安堵，還獲加增大和國山邊郡內28,000石，以30,000石創立味舌藩。
元和元年（1615年），他分知大和國式上郡、山邊郡和攝津國島下郡內10,000石予其四子織田長政，式上郡和山邊郡內的另10,000石則分知予五子織田尚長，戒重藩和柳本藩相繼成立，剩餘的10,000石由長益持有，根據《寬政重修諸家譜》記載是其隱居費用。長益本人也隱居於京都東山，其領地中的坪井村、上村、庄屋村和下村後來也成為戒重藩的領地。
關於廢藩時期，《近世藩制和藩校大事典》稱是元和元年，《角川日本地名大辭典》則同時提及織田長益死期，即元和7年12月13日（1622年1月24日））和織田長則死期，即寬永8年7月4日（1631年8月1日）。織田長則說法死期源於長益長子美濃野村藩藩主織田長孝在慶長11年死去後由其子織田長則繼位，然而不清楚長則繼承的到底是其父長孝的領地，還是祖父長益的領地而來。

## 註解
1. ↑  味舌現為大阪府攝津市千里丘和千里丘東（日语：千里丘）一帶[1]。
2. ↑  現行對應地名如下[1]：
  - 坪井現為攝津市千里丘、千里丘東、南千里丘和三島一帶。
  - 上村現為攝津市千里丘、千里丘東和庄屋一帶。
  - 庄屋村現為攝津市庄屋。
  - 下村現為攝津市南千里丘、三島、正雀（日语：正雀）、正雀本町、濱町、別府、學園町和櫻町一帶。